# Dyslalia pochodzenia ośrodkowego
Dyslalia pochodzenia ośrodkowego (bełkotanie czynnościowe, dyslalia czynnościowa, dyslalia ekspresywna, dyslalia środowiskowa) – zaburzenie mowy, odmiana dyslalii wyodrębniona ze względu na przyczyny, jakie ją powodują.
Wynika z nieprawidłowego funkcjonowania ośrodkowego układu nerwowego.